# 게이 게임

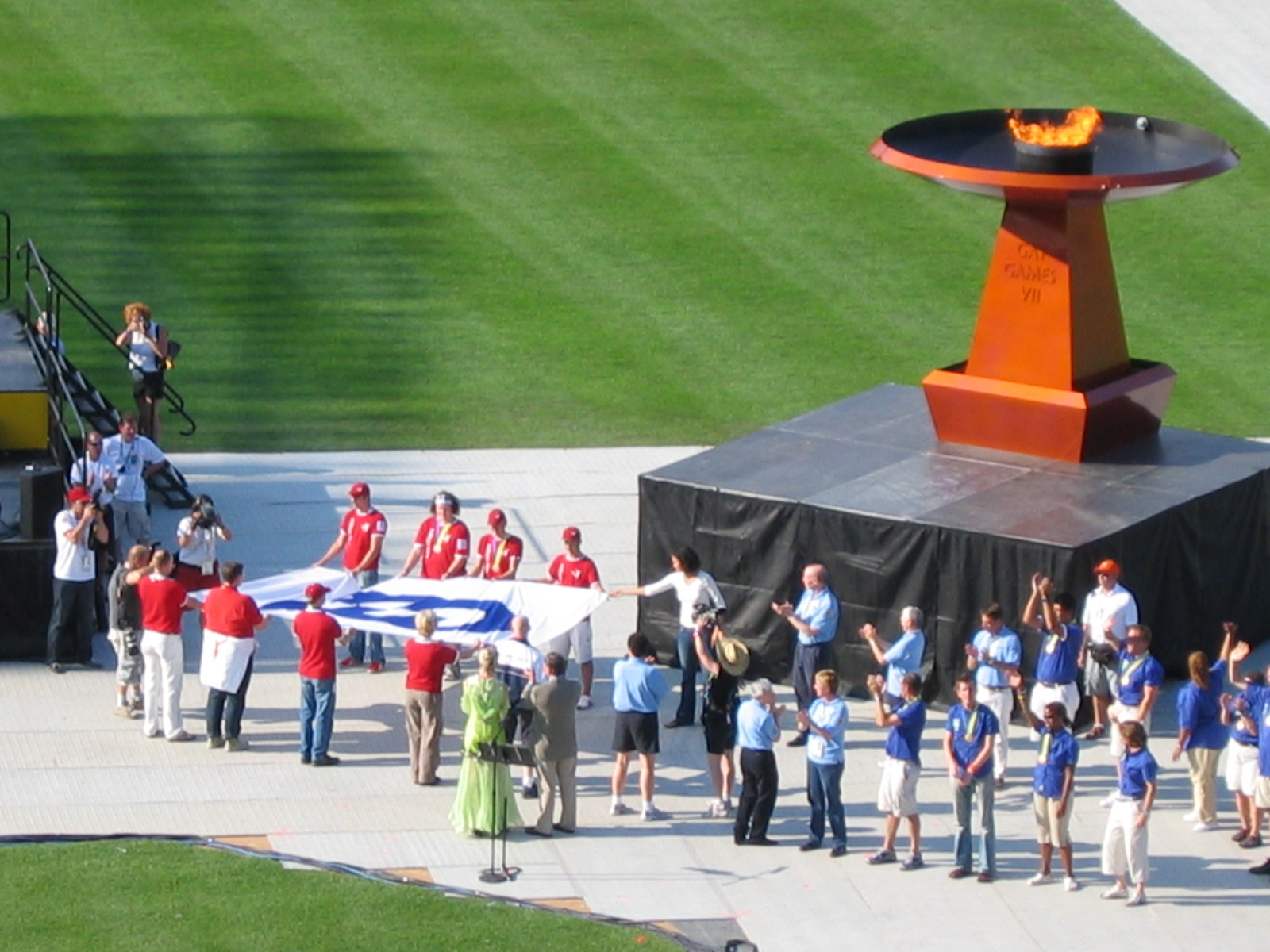

게이 게임(Gay Games)는 성소수자를 위한 국제 종합 경기 대회이다. 게이 게임 연맹(Federation of Gay Games)이 대회를 주관한다.
게이 게임은 1982년 미국 캘리포니아주 샌프란시스코에서 국제 스포츠 대회에서의 다양성 정신을 고양시키고 성소수자들 개개인의 스포츠 참여를 독려하고자, 1968년 하계 올림픽 선수이자 의학 박사인 톰 와델과 성소수자 운동가 리키 스트레이처의 주도로 게이 올림픽(Gay Olympics)이라는 명칭으로 시작되었다. 그러나 설립 직후 국제 올림픽 위원회(IOC)가 올림픽 명칭에 대한 상표권 소송을 걸어 현재의 명칭 게이 게임스로 바뀌었다. 한편, 스톤월 항쟁 25주년을 맞이하여 1994년 뉴욕에서 열린 게이 게임즈에는 10,864명의 선수들이 참여하여 1992년 하계 올림픽과 1996년 하계 올림픽의 참가 선수 9,356명과 10,318명을 뛰어 넘기도 하였다.
제10회 파리 게이 게임스는 2018년 8월 4일부터 8월 12일까지 개최되었으며, 제 11회 게이 게임스는 2022년 홍콩에서 개최된다.

## 개최지 목록
| 년도 | 횟수 | 개최도시              |
| ---- | ---- | --------------------- |
| 1982 | I    | 미국 샌프란시스코     |
| 1986 | II   | 미국 샌프란시스코     |
| 1990 | III  | 캐나다 밴쿠버         |
| 1994 | IV   | 미국 뉴욕             |
| 1998 | V    | 네덜란드 암스테르담   |
| 2002 | VI   | 오스트레일리아 시드니 |
| 2006 | VII  | 미국 시카고           |
| 2010 | VIII | 독일 쾰른             |
| 2014 | IX   | 미국 클리블랜드       |
| 2018 | X    | 프랑스 파리           |
| 2022 | XI   | 중국 홍콩             |
| 2026 | XII  |                       |

### 1982년 게이 게임즈
1982 게이 게임즈는 1982년 8월 28일부터 9월 5일까지 미국 샌프란시스코에서 개최되었다. 가수 티나 터너와 스테파니 밀스가 각각 개회식과 폐회식에 공연을 하였다. 첫 게이 게임즈의 공식 종목으로는 골프와 농구, 다이빙, 당구, 레슬링, 마라톤, 배구, 보디빌딩, 볼링, 사이클, 소프트볼, 수영, 역도, 육상, 축구, 테니스가 채택되었다. 전 세계 170여개 도시에서 총 1350명의 선수들이 참가하였다.

## 같이 보기
- 성소수자
- 퀴어문화축제
- 퀴어 퍼레이드
- 국제 성소수자 혐오 반대의 날